# Eden Fire
Eden Fire – debiutancki album szwedzkiego zespołu Sonic Syndicate.

## Lista utworów
"Helix Reign – Chronicles of a Broken Covenant"

1. "Jailbreak" – 4:12

2. "Enhance My Nightmare" – 5:10

3. "History Repeats Itself" – 3:52

"Extinction – A Sinwar Quadrilogy"

4. "Zion Must Fall" – 4:31

5. "Misanthropic Coil" – 3:53

6. "Lament of Innocence" – 3:43

7. "Prelude to Extinction" – 4:00

"Black Lotus – The Shadow Flora"

8. "Soulstone Splinter" – 4:18

9. "Crowned in Despair" – 4:33

10. "Where the Black Lotus Grows" – 4:47

## Twórcy
- Richard Sjunnesson - główny wokal
- Roger Sjunnesson - gitara
- Robin Sjunnesson - gitara
- Kristoffer Bäcklund - perkusja, wokal (w utworach 1, 2, 6)
- Karin Axelsson – gitara basowa, wokal (w utworze 2)
- Andreas Martensson - keyboard

## Single
Jailbreak - 2005